# Parvimolge townsendi
Parvimolge townsendi är en groddjursart som först beskrevs av Dunn 1922.  Parvimolge townsendi är ensam i släktet Parvimolge som ingår i familjen lunglösa salamandrar. IUCN kategoriserar arten globalt som akut hotad. Inga underarter finns listade i Catalogue of Life.
Denna salamander förekommer i bergstrakter i delstaten Veracruz i Mexiko. Regionen ligger 800 till 1500 meter över havet.